# عبد الرحيم (رياضي)
عبد الرحيم هو منافس ألعاب قوى أفغاني، ( 1913  م).

## وصلات خارجية
- عبد الرحيم على موقع أوليمبيديا (الإنجليزية)